# Ley de subir o bajar índices (tensores)
La ley de subir o bajar índices es un método para construir isomorfismos entre espacios de tensores covariantes y contravariantes definidos sobre una variedad riemanniana o pseudoriemanniana {\displaystyle ({\mathcal {M}},g_{ij})}. Por tanto para emplear, la subida y bajada de índices es necesario usar el tensor métrico {\displaystyle g_{ij}\,} (y su inverso {\displaystyle g^{ij}\,}, llamado co-tensor métrico). 
Estas operaciones resultan muy útiles en la teoría general de la relatividad donde cualquier magnitud física puede ser representadas por tensores covariantes o contravariantes indistintamente, y sin alterar el significado físico, según las necesidades del problema planteado. Así para cualquier magnitud física representada por un tensor de tercer rango, puede ser representado por varios conjuntos de magnitudes relacionables gracias a la operación de "subir y bajar índices":

{\displaystyle T_{\alpha \beta \gamma },\ T_{\alpha \beta }{}^{\gamma },\ T_{\alpha }{}^{\beta }{}_{\gamma },\ T_{\alpha }{}^{\beta \gamma },\ T^{\alpha }{}_{\beta \gamma },\ T^{\alpha }{}_{\beta }{}^{\gamma },\ T^{\alpha \beta }{}_{\gamma },\ T^{\alpha \beta \gamma }}

## Definición formal
La operación de subir o bajar índices puede ser vista como una contracción del producto tensorial del tensor métrico {\displaystyle g_{ij}\,} o el co-tensor métrico {\displaystyle g^{ij}\,} con otro tensor arbitrario. Estos tensores permiten definir un isomorfimo, llamado isomorfismo musical, entre el espacio tangente {\displaystyle T^{1}({\mathcal {M}})} en un punto de una variedad diferenciable {\displaystyle {\mathcal {M}}} y el espacio cotangente {\displaystyle T_{1}({\mathcal {M}})}:

{\displaystyle \phi _{g}:T^{1}{\mathcal {M}}\to T_{1}{\mathcal {M}},\quad (\phi _{g}(\mathbf {v} ))_{i}=g_{ij}v^{j}}

El isomorfismo inverso requiere el uso de las componentes del co-tensor métrico.

{\displaystyle \phi _{g}^{-1}:T^{1}{\mathcal {M}}\to T_{1}{\mathcal {M}},\quad (\phi _{g}^{-1}(\mathbf {\theta } ))^{i}=g^{ij}\theta _{j},\phi _{g}^{-1}=\phi _{g^{-1}}}

En una variedad riemanniana cualquier magnitud vectorial puede ser unívocamente definida por un vector (elemento del espacio tangente) o una 1-forma (elemento del espacio cotagente), ya que entre ambos espacios existe un isomorfismo natural dado por el tensor métrico, tal que fijada una base del espacio cotangente fija una base del espacio tangente:

{\displaystyle \phi :T^{1}({\mathcal {M}})\to T_{1}({\mathcal {M}}),\qquad \mathbf {e} _{i}\mapsto \phi (\mathbf {e} _{i})=\sum _{j=1}^{n}g_{ij}\mathbf {e} ^{j}\ [\mathbf {e} ^{j}\in T_{1}({\mathcal {M}}),\ \mathbf {e} _{i}\in T^{1}({\mathcal {M}})]}

Una notación frecuente es emplear los signos {\displaystyle \sharp } (sostenuto) y {\displaystyle \flat } (bemol):

{\displaystyle \mathbf {V} ^{\flat }=\phi _{g}(\mathbf {V} ),\qquad {\boldsymbol {\omega }}^{\sharp }=\phi _{g}^{-1}({\boldsymbol {\omega }})}

## Expresión en coordenadas
Teniendo en cuenta lo anterior las componentes contravariantes (del vector tangente) están relacionadas con las componentes covariantes (de la 1-forma) mediante la siguiente relación:

{\displaystyle X_{i}=g_{ij}X^{j}\,\qquad \phi (X^{j}\mathbf {e} _{j})=X^{j}\phi (\mathbf {e} _{j})=X^{j}(g_{ji}\mathbf {e} ^{i})=X_{i}\mathbf {e} ^{i}}

(donde se ha hecho uso de la convención de la suma de Einstein con respecto al índice j) y aquí las componentes {\displaystyle X^{j}\,} de un vector (tangente) han sido cambiados por {\displaystyle X_{i}\,} que son las componentes de un covector o 1-forma asociado al mismo vector {\displaystyle \mathbf {X} =X^{j}\mathbf {e} _{j}}. Desde un punto de vista físico la magnitud puede ser igualmente bien descrita por las componentes {\displaystyle X^{j}\,} o las componentes {\displaystyle X_{j}\,}.
El isomorfismo entre vectores tangentes y covectores cotangentes puede extenderse a tensores de rango superior a 1. Así puede extenderse el isomorfimos anterior a una colección de isomorfismos de {\displaystyle T_{r}^{s}({\mathcal {M}})} a {\displaystyle T_{r'}^{s'}({\mathcal {M}})} siempre y cuando se cumpla que {\displaystyle r+s=r'+s'\,}. Así si por ejemplo tentemos un tensor mixto {\displaystyle \mathbf {A} ={A_{ijk}}^{l}\ \mathbf {e} ^{i}\otimes \mathbf {e} ^{j}\otimes \mathbf {e} ^{k}\otimes \mathbf {e} _{l}} y que por tanto es 3-covariante y 1-contravariante podemos encontrar un tensor 4-covariante, cuyas componentes sean {\displaystyle A_{ijkl}\,} y la relación entre ellos es

{\displaystyle A_{ijkl}=g_{ls}{A_{ijk}}^{s}}

donde nuevamente se está haciendo uso de la convención de Einstein con respecto al índice s.

## Aplicaciones
- Seguramente la aplicación más importante de la ley de subir y bajar índices es extender la definición de gradiente a espacios no-euclídeos como las espacios riemannianos o calcular gradientes usando sistemas de coordenadas no cartesianos de manera más sencilla. El gradiente de una función escalar se puede generalizar formalmente a variedades riemannianas {\displaystyle \scriptstyle ({\mathcal {M}},g)} de la siguiente manera:

{\displaystyle {\mbox{grad}}f=df^{\sharp }=\phi _{g}^{-1}(df),\qquad ({\mbox{grad}}f)^{i}=g^{ij}{\frac {\partial f}{\partial x^{i}}}\,}

- Otra aplicación es construir la traza de un 2-tensor simétrico. Si {\displaystyle \scriptstyle h} es un tensor simétrico y covariante de segundo orden, entonces {\displaystyle \scriptstyle h^{\sharp }} es un tensor mixto de tipo (1,1) para el cual se puede definir la traza. En esas condiciones se define la traza de {\displaystyle \scriptstyle h} respecto a {\displaystyle \scriptstyle g} como:

{\displaystyle {\mbox{tr}}_{g}\ h:={\mbox{tr}}\ h^{\sharp }=h_{i}^{i}=g^{ij}h_{ij}}